# ショウ・ブラザーズ
ショウ・ブラザーズ（邵氏兄弟有限公司/Shaw Brothers）は、香港の映画会社。1960年代から1970年代末に香港映画の黄金時代を築いた。香港の民営テレビ局「無綫電視」（電視廣播有限公司）の筆頭株主でもある。

## 歴史

### 誕生
邵兄弟の長兄の邵酔翁が1925年に上海で設立した「天一影片公司」が、起源である。1937年に邵邨人が責任者となり、「南洋影片公司」と改名。日中戦争勃発後に香港に拠点を移し、戦後に「邵氏父子」と改名した。
1957年にランラン・ショウ（邵逸夫）が責任者となると、「邵氏父子」は映画館の運営と配給を行う会社とされ、新たに製作会社「邵氏兄弟」（ショウ・ブラザーズ）が設立された。
1961年、新界清水湾半島（クリアウォーター・ベイ）大埔仔に邵氏片場（ショウ・スタジオ）を建設。「邵氏影城」と呼ばれる東洋一の巨大スタジオからスケールの大きな映画を続々と世に出し、香港映画の黄金時代を築き上げる。ショウ・スタジオは映画に必要なものすべてと、製作から俳優、エキストラ向けの寮まで完備した巨大なスタジオで、この頃の同社は「東洋のハリウッド」と呼ばれた。

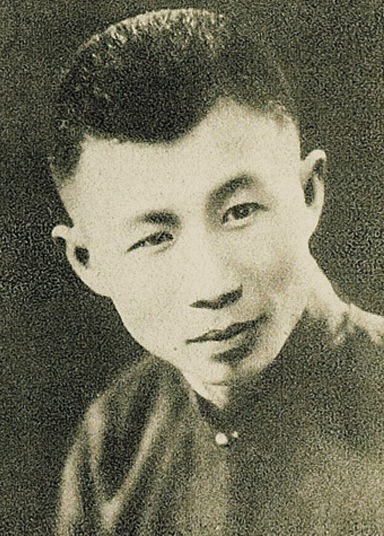
邵醉翁
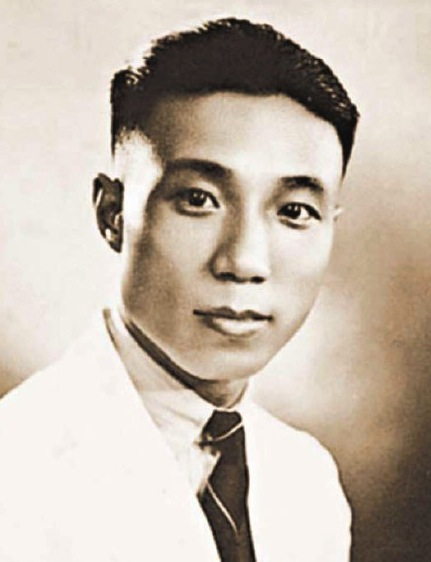
邵邨人
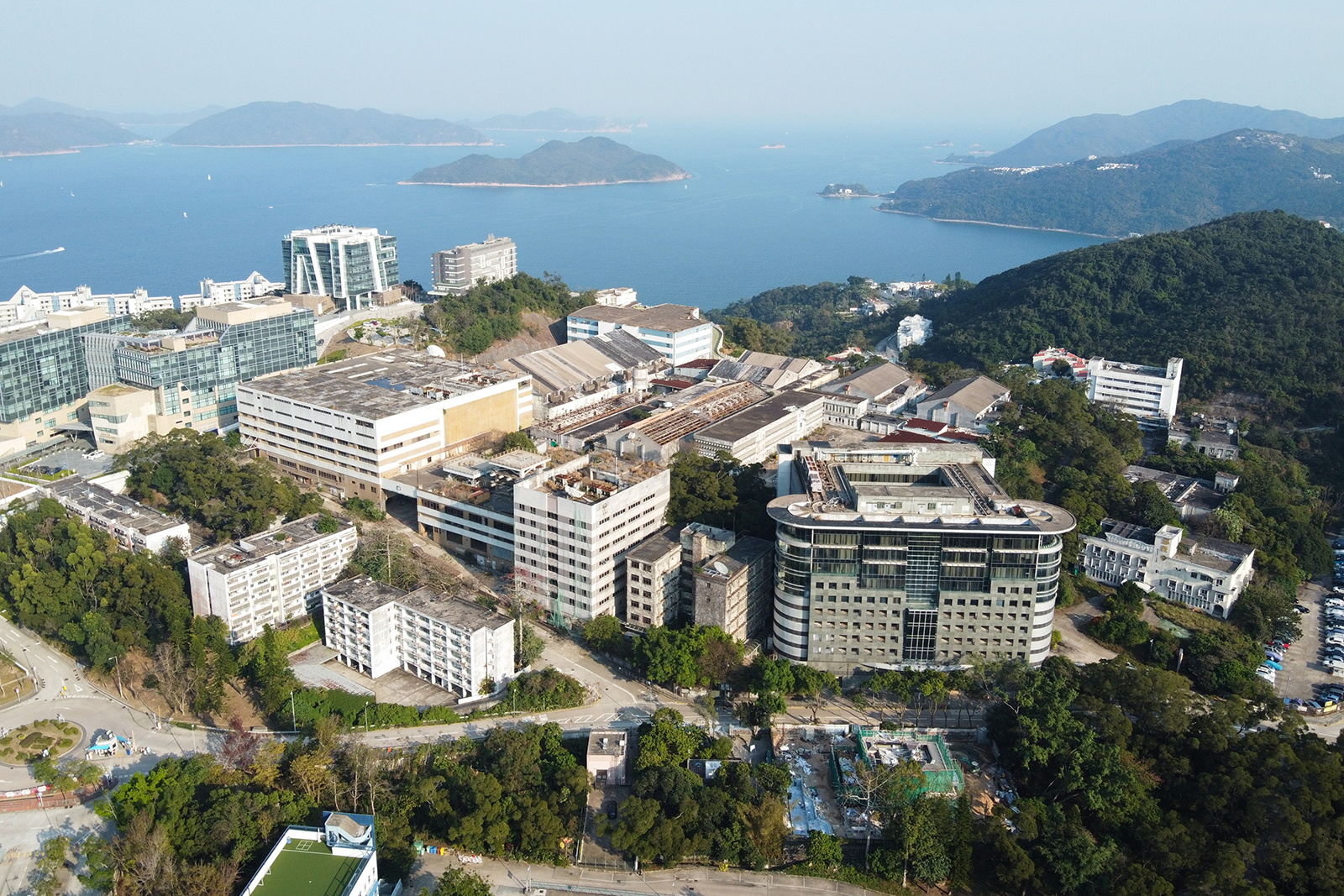
邵氏片場（旧ショウ・スタジオ）。1961年-2005年
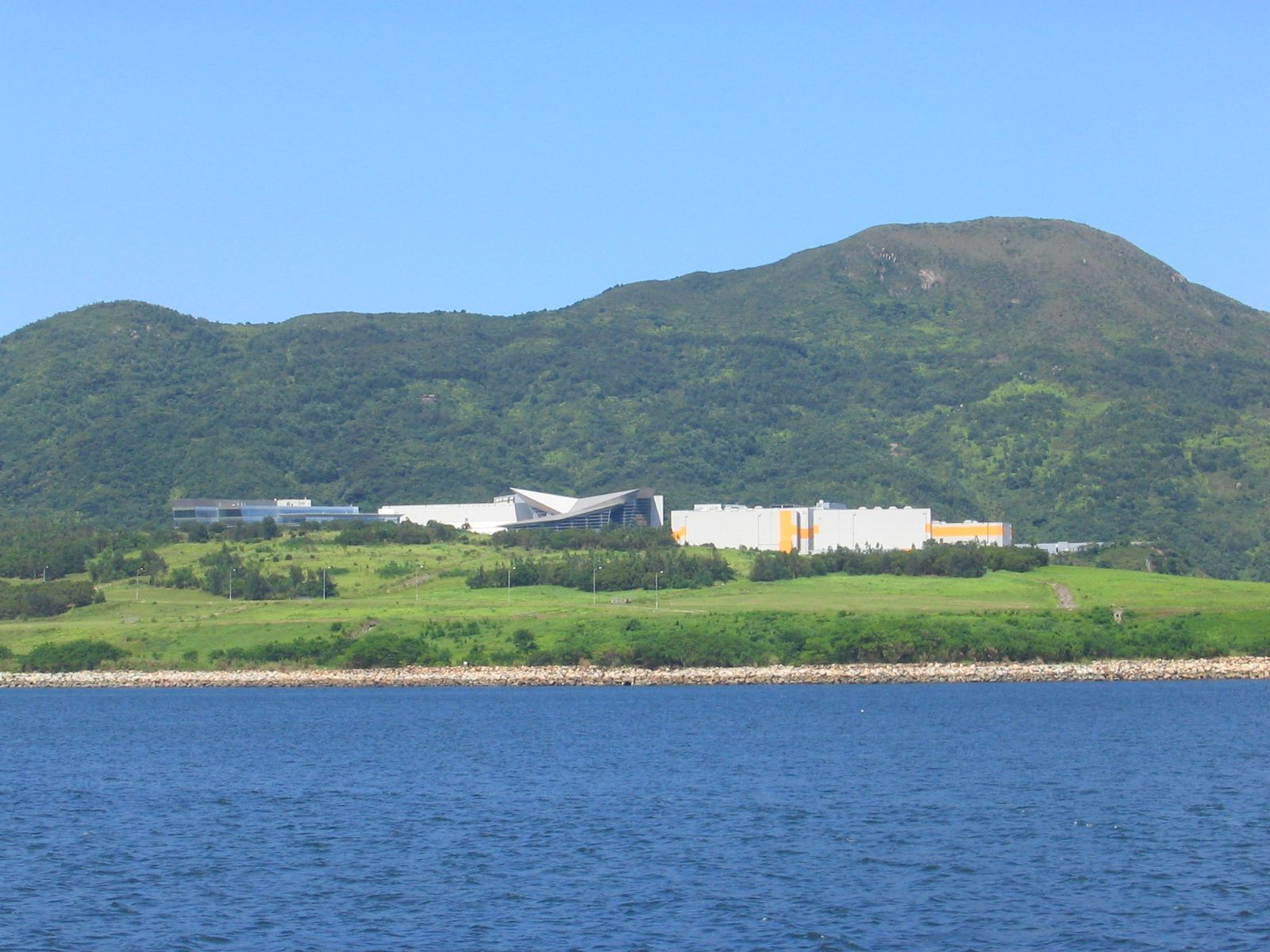
邵氏影城（ショウ・スタジオ）。2008年-現在

### 発展のエネルギー
ランラン・ショウの完全主義
ランラン・ショウは1年で900本のフィルムを見るというほどの映画マニア。その分映画への評価も厳しく、基準に達していないフィルムはすべて焼却した。こうして質の高いものだけを公開する姿勢を貫いた。
先進技術の導入
- ハリウッドから監督やカメラマンを集め、先進的な知識と技術を吸収
- 独自の俳優訓練所の設立
- 「ショウ・スコープ」と呼ばれるシネマスコープの開発
- 北京語と英語による二段字幕の使用

### 帝国の落日
ショウ・ブラザースを離れたレイモンド・チョウ（鄒文懐/Raymond Chow）はゴールデン・ハーベストを設立し、古巣を激しく追い上げる。とくに、ゴールデン・ハーベストと契約したブルース・リー、ジャッキー・チェンの爆発的ヒットに対し、1982年に公開された『ブレードランナー』など、様々な海外の映画に出資して国際化を試みる。
かつての勢いを失ったショウ・ブラザーズは低迷を続けた一方、この頃にはテレビの影響も無視できなくなり、ランラン・ショウは、自身が経営するテレビ局である無綫電視（TVB）に経営の軸足を移すこととなる。1985年にはラミー・ショウが死去。同時期にショウ・スタジオも映画製作を停止してTVBのスタジオとなり、香港映画界の黄金時代を築いた帝国も、ついに終焉を迎えることになった。
多くの作品が日本では紹介されないままだったが、1999年に同じ香港のセレスティアルピクチャーズ
（Celestial Pictures）が760本もの作品の権利を買いつけたため、膨大なライブラリーが公開されることになった。日本ではこれを受け、2004年からキングレコードより『ショウ・ブラザース 黄金のシネマシリーズ』と題してDVDがリリースされた。

### 映画製作の再開
2008年、かつてショウ・スタジオがあった大埔仔に近い清水湾半島將軍澳（ジャンク・ベイ）に邵氏影城を建設。チャイナ・スターの製作拠点となった。
2016年に、中華人民共和国のメディア王にして中国共産党党員である黎瑞剛が株式の30%を保有する筆頭株主となり、会長（董事局主席）に就任して映画製作を再開させた。

## 黄金期を支えた監督たち
- リー・ハンシャン（李翰祥） - 代表作は『梁山伯と祝英台』『傾国傾城』。伝統的な中国歌劇をモチーフに、官能的な大人の映画を製作した。
- キン・フー（胡金銓） - 『残酷ドラゴン 血斗竜門の宿』『大酔侠』のような武侠映画でハイレベルな作品を発表した。
- チャン・チェ（張徹） - 『片腕必殺剣』『ヴェンジェンス 報仇』など勇敢な男達の絆と友情を描いた作品を次々に出した。ティ・ロン（狄龍）、デヴィッド・チャン（姜大衛）、ダニー・リー（李修賢）らの看板スターが世に出た。また助監督を務めていたジョン・ウーも、彼のもとで成長を遂げた。
- ラウ・カーリョン（劉家良） - カンフー映画のスタンダードを築いた。『少林寺三十六房』『少林寺VS忍者』のようなリアルな描写で、力と美を同時に表現した。
- 楚原 - 質と量、両方を産出する良い実例となる監督である。彼のフィルモグラフィーから古典のジャンルに焦点を当てると、彼はその後、古龍の小説の複雑な構成を優れた映画美学で表現するという彼の夢を結合することによって、『流星胡蝶剣』のような古典の香港武道映画の中で新しい水準を確立した。また、自身も俳優として、映画やテレビドラマに出演している。

## 巣立ったスターたち
- イー・トンシン（爾冬陞）
- リンダ・リン・ダイ（林黛）
- ロー・ティ（樂帯）
- チャオ・レイ（趙雷）
- チェン・ホウ（陳厚）
- ジミー・ウォング（王羽）
- チェン・ペイペイ（鄭佩佩）
- ティ・ロン（狄龍）
- アレクサンダー・フーシェン（傅聲）
- デヴィッド・チャン（姜大衛）
- ロー・リエ（羅烈）
- ダニー・リー（李修賢）
- チェン・カンタイ（陳觀泰）
- チョウ・ユンファ（周潤發）
- リュー・チャーフィー（劉家輝）
- クララ・ウェイ（恵英紅）
- アンディ・ラウ（劉徳華）
- チャウ・シンチー（周星馳）
- 金城武
- レスリー・チャン（張國榮）
- アニタ・ムイ（梅艶芳）
- ミッシェル・リー（李嘉欣）
- マギー・チャン（張曼玉）